# Póstnik Yákovlev

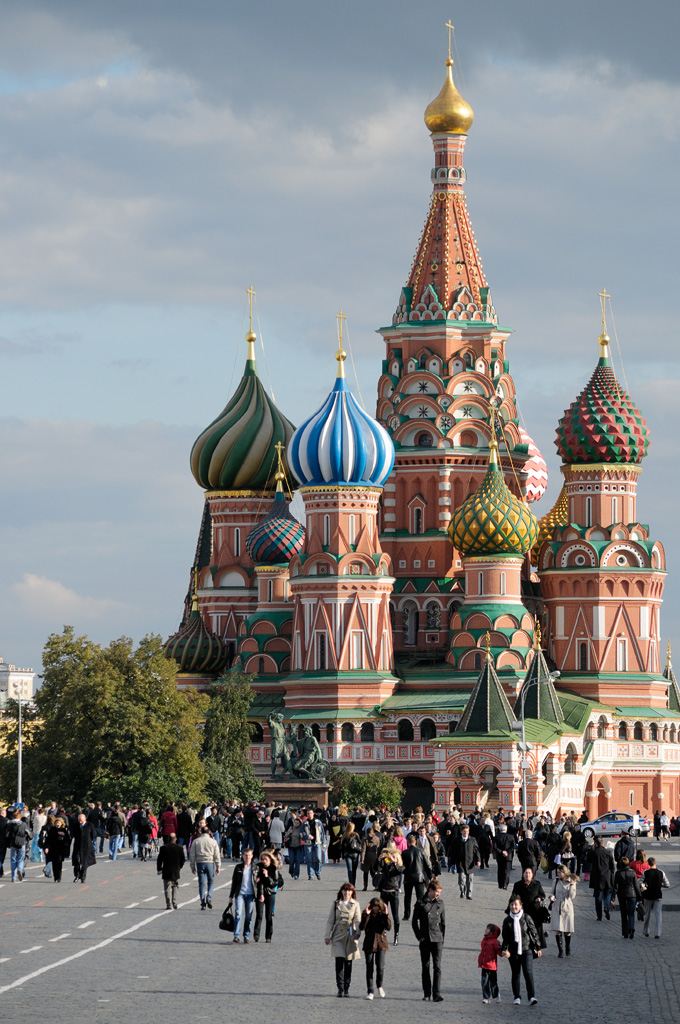
Catedral de San Basilio

Póstnik Yákovlev (Постник Яковлев), fue un arquitecto ruso, originario de Pskov, conocido por construir la famosa Catedral de San Basilio en la plaza roja de Moscú entre los años 1555 y 1560.
Como consecuencia de la conquista de Kazán y de Astracán el Zar Iván IV mandó construir tres nuevas torres en el Kremlin y levantar una catedral mucho más grande y suntuosa de las que ya había en el recinto. Sin embargo, en los archivos rusos no se encontraban más que tres nombres a los que se los acreditaba la construcción de dicha catedral, estos son, Juliano Aristo, Felipe Manzio y Marcelli. El arquitecto jefe de la construcción no se mencionaba. Solo fue hasta la aparición de unos manuscritos en 1896 que se señala a Yákovlev como autor de la obra.

## Discusiones[2]
Existe un misterio en lo que a su verdadero nombre respecta, se piensa que lo apodaron “Barma” (Барма) (“el tartamudo”), aunque puede ser que su nombre completo era, de hecho, Iván Yákovlevich Barma, y póstnik su apodo (póstnik quiere decir rápido, título adjudicado a algunos religiosos, entre ellos, el patriarca Ivan IV de Constantinopla); Barma pudo también ser el ayudante de Yákovlev.
De acuerdo con la leyenda, Iván el Terrible mandó a sacar los ojos de Yákovlev con el fin de que este no pudiese construir una obra tan hermosa de nuevo. No obstante, esto es probablemente un mito, puesto que Yákovlev continuó construyendo, ejemplo de ello es la construcción de los muros del Kremlin de Kazán (1561-1562) que la realizó en colaboración con el maestro Iván Shiriáy. 
De acuerdo con varios historiadores, Yákovlev además diseñó las Iglesias en Stáritsa, Múrom, Sviyazhsk (Tartaristán), y quizás Vladímir. Sin embargo, otros consideran que estas fueron obras de otro arquitecto con un nombre similar.

## Honores
Un cráter de 128 km en el planeta Mercurio es llamado Barma en honor a este arquitecto.